# (21476) Petrie
(21476) Petrie  es un asteroide perteneciente al cinturón de asteroides, descubierto el 28 de abril de 1998 por John Broughton desde el Observatorio de Reedy Creek, en Australia.

## Designación y nombre
Petrie se designó inicialmente como 1998 HW101.
Más adelante fue nombrado en honor al egiptólogo británico William Matthew Flinders Petrie (1853-1942).

## Características orbitales
Petrie orbita a una distancia media del Sol de 2,2146 ua, pudiendo acercarse hasta 2,0932 ua y alejarse hasta 2,3359 ua. Tiene una excentricidad de 0,0548 y una inclinación orbital de 6,4883° grados. Emplea en completar una órbita alrededor del Sol 1203 días.

## Características físicas
Su magnitud absoluta es 13,9. Tiene 3,851 km de diámetro. Su albedo se estima en 0,360.